# Yrjö Alanen
Yrjö Olavi Alanen, född 30 januari 1927 i Kurikka, död 26 december 2022, var en finländsk psykiater och professor.
Alanen blev medicine och kirurgie doktor 1958. Han arbetade 1954–1968 vid olika sjukhus i Helsingfors och var 1968–1990 professor i psykiatri vid Åbo universitet samt överläkare vid den psykiatriska kliniken vid Åbo universitetscentralsjukhus. Han var forskarprofessor 1982–1985.
I sina vetenskapliga arbeten tillämpade bAlanen de psykoanalytiska teorierna bland annat i undersökningar rörande schizofreni och familjeterapi. Bland hans böcker märks Skitsofrenia (1993, engelsk översättning Schizophrenia, 1997). Han genomförde även en studie över Dostojevskijs verk, Dostojevskin hyvä ja paha (1981) och skrev Lappvikens sjukhus 150-årshistorik (1991).

### Uppslagsverk
- Alanen, Yrjö i Uppslagsverket Finland (webbupplaga, 2012). CC-BY-SA 4.0